# Belciana particolor
Belciana particolor là một loài bướm đêm trong họ Noctuidae.